# Parti pour la démocratie et le socialisme/Parti des bâtisseurs
Le Parti pour la démocratie et le socialisme/Parti des bâtisseurs (abrégé PDS-Metba) est un parti politique du Burkina Faso. Il est fondé le 31 mars 2012 par la fusion du Parti pour la démocratie et le socialisme, du Parti africain de l'indépendance, de la Ligue des citoyens des bâtisseurs et Faso Metba.